# كعكة يمة
كعكة يِِمَة هي كعكة شيفون فلبينية ذات حشوة الكسترد المعروفة باسم يِمَة. تُحضر بطريقة مماثلة لطريقة مامون (كعك شيفون وكعك إسفنجي في المطبخ الفلبيني) والاختلاف الوحيد أنه يشتمل على يمة إما على شكل تغطية سكرية أو حشو أو جزءٍ من خليط الكعكة. اليِمَة هو مزيج يشبه الكسترد من الحليب وصفار البيض. كما أنها تزين عادة بالجبن المبشور.